# Eugeniusz Czepiel

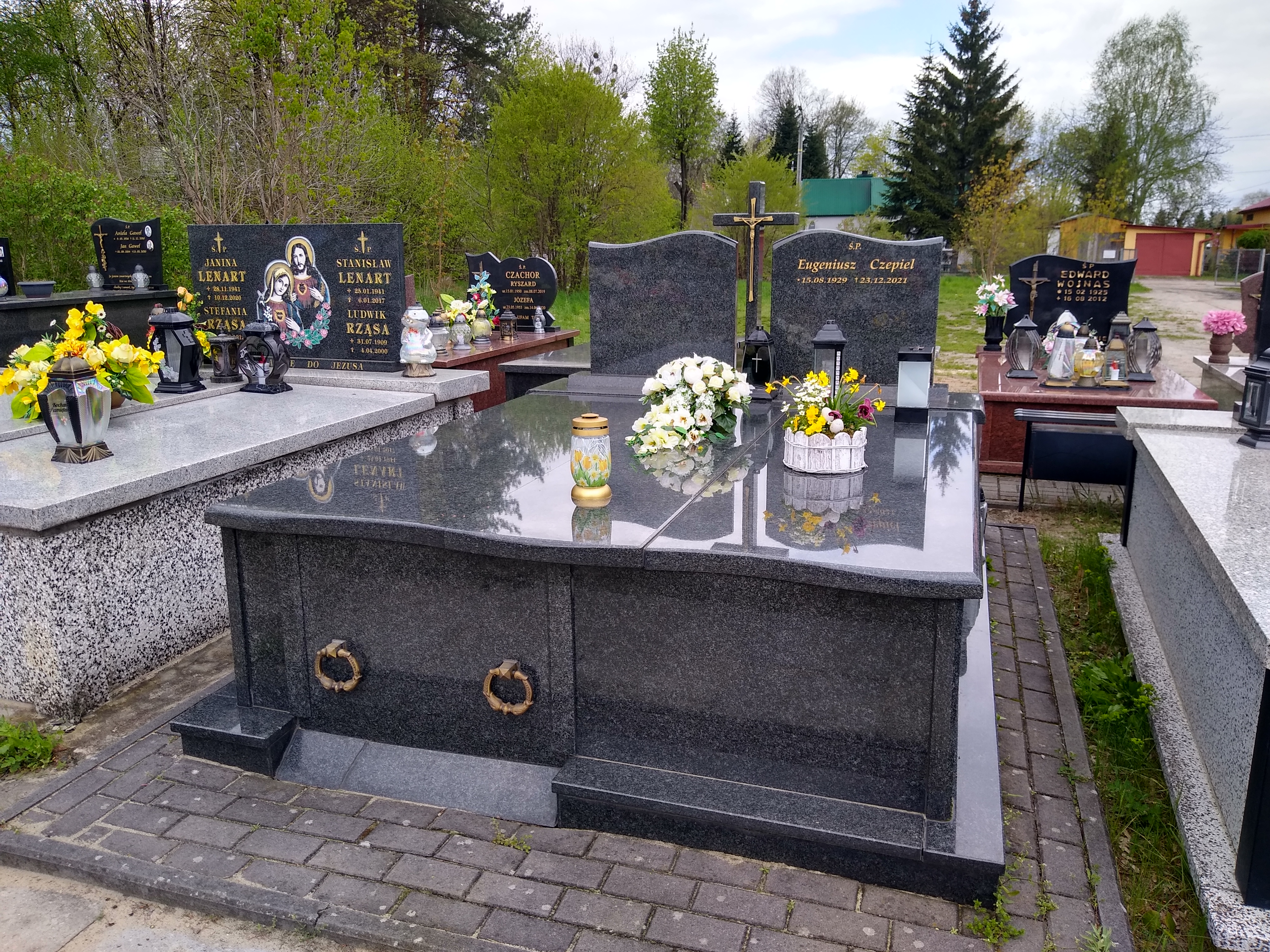
Grób Eugeniusza Czepiela na cmentarzu w Kolbuszowej

Eugeniusz Czepiel (ur. 15 sierpnia 1929 w Łopuszce Wielkiej, zm. 23 grudnia 2021 w Kolbuszowej) – polski weterynarz i pszczelarz, poseł na Sejm PRL VIII kadencji.

## Życiorys
Był synem Andrzeja i Anny. Uzyskał tytuł zawodowy lekarza weterynarii. W 1974 otrzymał Medal 30-lecia Polski Ludowej. Był radnym Wojewódzkiej Rady Narodowej w Rzeszowie. W latach 1981–1985 pełnił mandat posła na Sejm PRL VIII kadencji, reprezentując Polską Zjednoczoną Partię Robotniczą w okręgu Rzeszów. Zasiadał w Komisji Administracji, Gospodarki Terenowej i Ochrony Środowiska, Komisji Zdrowia i Kultury Fizycznej, Komisji Polityki Społecznej, Zdrowia i Kultury Fizycznej oraz w Komisji Rolnictwa, Gospodarki Żywnościowej i Leśnictwa.
Przez ponad 50 lat prowadził pasiekę. Od 1987 do 1999 pełnił funkcję prezesa Rejonowego Koła Pszczelarzy w Kolbuszowej. W latach 2001–2013 był wiceprezesem Związku Pszczelarzy w Rzeszowie. W 2007 otrzymał statuetkę ks. dr. Jana Dzierżona (najwyższe pszczelarskie odznaczenie), a w 2010 przyznano mu tytuł „Zasłużonego dla Miasta i Gminy Kolbuszowa”. Był właścicielem zakładu weterynaryjnego w Kolbuszowej. W 2017 z żoną Teresą obchodził 60-lecie małżeństwa. Otrzymał Medal za Długoletnie Pożycie Małżeńskie. Pochowany 27 grudnia 2021 w Kolbuszowej.